# Serinus rothschildi
Serinus rothschildi là một loài chim trong họ Fringillidae.